# Estreito, Maranhão
Estreito este un oraș în unitatea federativă Maranhão (MA), Brazilia.